# Distretto di Ghorband
Il distretto di Ghorband è un distretto dell'Afghanistan appartenente alla provincia del Parvan.